# Olyan, mint Te
Az Olyan, mint Te Szekeres Adrien harmadik szólólemeze. 2007. október 19-én jelent meg a Magneoton kiadó gondozásában. A lemez zeneszerzője és zenei producere ismét Adrien férje, Kiss Gábor.
Az album négy hét alatt elérte az aranylemez minősítést. 2008 nyarára platinalemez lett. A címadó dal meghozta az énekesnőnek a szakmai sikert. A YouTube-on több mint négymilliós nézettséget ért el. A címadó dalon kívül a Piszkos tánc című dalhoz készült videóklip, amely egy börtönben játszódik. Ezzel Adrien az Eurovíziós Dalfesztivál magyarországi döntőjében elérte a második elhelyezést. A lemezre felkerült 2006-os év legnagyobb slágere is, a Kikötők, amelyet Adrien Gáspár Lacival énekelt el. A Thália színházas koncertről került fel az albumra a Játssz még feldolgozása is.

## Az album dalai
1. Olyan, mint Te
2. Kicsi szív
3. Hétköznapi reggel
4. Vétkeztem
5. Szomorú napok rabja
6. Éld most át
7. Piszkos tánc
8. Szívem a dalban
9. Majdnem elmúlt már
10. Szeretlek...
11. Álmomban
12. Elhinném
13. Óh, ne menj el
14. Játssz még
15. Kikötők / duett Gáspár Lacival

## Videóklipek
- Olyan, mint Te
- Piszkos tánc
- Kikötők (duett Gáspár Lacival)